# Firozwala
Firozwala (urdu: فِيروزوالا) – miasto w Pakistanie, w prowincji Pendżab. Według danych na rok 2017 liczyło 141 181 mieszkańców.